# 李光輝 (台籍日本兵)
史尼育唔（又稱，1919年10月8日—1979年6月15日），日本名中村輝夫，中文名李光輝，臺灣臺東縣成功鎮阿美族人，臺籍日本兵高砂義勇隊，於1944年太平洋戰爭赴印尼摩羅泰島參戰，次年開始在該島叢林躲藏近三十年，成為殘留日本兵，至1974年才被發現。

## 生平

### 早年生活
史尼育唔出生於1919年10月8日，父親拉瓦和母親卡魯皆為阿美族人，出生地為今日的成功鎮信義里都歷，據其長姐說出生名在阿美族語有「勇敢」之意，族人黃寬壽則喚其為「司里勇」（Suriyon）。其姊賴金妹表示家族世居於臺東縣成功鎮，弟弟在家中排行最小，上有四位兄長、兩位姐姐。
1927年，史尼育唔入新港庄都歷學校就讀（今成功鎮信義國小）後，擅長角力與棒球，還擔任校隊捕手，前往台北比賽得到冠軍。教師林浩道稱讚他功課好、體育佳，也受師生喜歡。史尼育唔除第二學年為乙等外，其餘為甲等，畢業時得到臺東廳長獎。
史尼育唔畢業後，去關山擔任山區的郵差。在一次狩獵時，史尼育晤認識了東河鄉北源村人、小他一歲的族人李蘭英。1940年6月28日，史尼育晤入贅李蘭英家。雙方住於台東廳新港郡都蘭庄左高原91號，為今東河鄉北源村北溪50號。

### 徵召入伍
二次大戰期間，日軍徵召臺灣族加入高砂義勇隊，至新竹郡湖口受三個月的初年兵教育後就赴南洋作戰。1943年10月，史尼育晤入伍，由東河鄉人高昌敏作領隊，到關山報到，前往高雄港。東河鄉人高阿妹回憶，她們前往臺東市送行時，東河鄉包括史尼育唔、她丈夫高君義有十人被徵召。史尼育唔加入高砂義勇隊後，登記日本名為「中村輝夫」。1943年12月11日，李蘭英生子李弘。史尼育唔受召第四個月，曾回臺東一次，與母子再見一面。
1944年7月12日，史尼育晤以名為「輝第二遊擊隊」的特種部隊赴摩羅泰島。史尼育唔與黃寬壽配屬於少校川島威伸的第二中隊，以襲擊要建飛機場而登陸的美軍。黃寬壽回憶盟軍上岸後，他們便開始作戰，但一次中午被盟軍轟炸竹製的營房，就與史尼育唔分離。1945年3月5日，史尼育唔在島上的朱萊地區失蹤。據史尼育唔對《聯合報》記者說，那時他逃了兵，躲在森林裡以打獵、吃水果維生。初期，他是與若松逸男等八人躲起來，但因吵架而獨自躲起。
屬於第一中隊的葉文發說，當高砂義勇隊已近彈盡糧絕之際，他一次去海邊取鹽，意外在甘蔗園發現史尼育唔，便邀其入第一中隊，但被拒絕。日本投降後，1945年9月7日，散在摩羅泰島各處的日軍集結時，史尼育唔因未能集結而視為戰死。當時同一中隊除史尼育晤外，至少五名高砂義勇隊員滯留在該島上。

### 躲藏期間
史尼育唔回憶那時他根本不知道日本投降，曾躲在近島上的村落附近，但怕被抓到，便帶著子彈已剩不多的三八式步槍往秘林方向躲。摩羅泰島上大部分是密林，住民住在海岸。
本來用來執行爆破工作的圓鍬、鐵剪，被史尼育唔來蓋屋。他以竹片作牆壁、樹葉為屋頂，建立面積一公尺半平方的小屋，再內放一張小竹床、蓋麻絲編織粗布。剛開始住時，他先吃地瓜等，後來便以植物纖維作繩、地瓜作餌來捕獵雉雞。若頭髮或鬍子長了，他便以軍刀切割。他本攜帶火柴生火，待用完後，便以電筒的透鏡取火。當難耐孤寂，他就會對著深山大吼幾聲，然後聽從山谷傳來的回音。
1946年，中華民國政府令全臺原住民姓名換成漢名，史尼育唔遂被改稱「李光輝」。
1953年秋，五十一歲、喪偶三年的成功鎮小馬部落人黃金木，來北源村妹妹家中幫忙耕作，認識了鄰旁的李蘭英。該年，三十五歲的李蘭英在親友們再三規勸下，找來黃金木入贅。12月26日，兩人結婚。李蘭英未向法院聲請前夫死亡宣告，因此在戶籍資料上與黃金木關係是同居。黃金木將史尼育唔兒子視為己出，還曾背著李弘跑廿幾公里的路，到成功鎮求醫。
1955年，臺東縣議會收到原住民請願調查有否流落南洋各地的士兵，而轉交外交部處理。1965年，五名隱匿摩洛泰島達十二年的臺灣籍隊員被日本找到，各領十二年薪餉日幣三萬八千圓，其中四人元山肇、前田留夫、西村次郎、若松逸男選擇去日本而獲配住宅與十六萬圓年金。
史尼育唔家人曾向高君義詢問史尼育唔下落，但得到的只是史尼育唔到南洋去了，生死不明。史尼育唔母親不相信強壯的兒子會死在異域，去世前依然保持希望。記者徐台英形容史尼育唔在叢林的三十年，是「一場很久很久醒不過來的夢」。在長年的歲月中，史尼育唔取草莖以三十根為一小捆，十二小捆為一大捆，以計算待了多少日子。

### 發現過程
1974年11月18日，印尼空軍飛機巡邏摩羅泰島時，發現森林出現炊火，研判可能是殘留日軍。28日，印尼空軍中尉蘇巴迪收到報告，於是組織搜索隊尋找。12月16日清晨5時，小組出發深入山區五十公里。經三十六小時，18日上午發現有一間竹屋，院子有豆類、山芋、香蕉、山雞，一名一絲不掛的男子正拿刀劈竹。
蘇巴迪令搜索隊員繞到史尼育唔背後來出其不意抱住，讓史尼育唔嚇到喊叫掙扎。為使其不要緊張，搜索隊員拿出日本國旗、唱起日本國歌。待隨行的日語翻譯員解釋戰爭已經結束、隊員表現友善、拿出香菸等行為，史尼育唔才平靜下來。蘇巴迪等人進屋後才發現屋中有一枝步槍、十九發子彈。槍依然光亮完整、軍裝卻已成為破布。史尼育唔見蘇巴迪帶去的糧食全部吃完，就把儲藏品拿出來和他們一同吃。
史尼育唔被帶離深山，先待在摩羅泰島空軍基地約十天。初期，史尼育唔原先心情緊張、恐懼，直到被蘇巴迪把帶到自己家，讓他見蘇巴迪一歲半女兒，情緒才漸放鬆。
12月26日下午，《產經新聞》記者古屋奎二向中央社透露，有名叫「中村輝夫」的台灣原住民被發現，日本駐印尼大使館將派員前往摩祿泰島接他返回雅加達。消息在當晚傳回臺東時，縣長黃鏡峰表示若該人願回來，將設法安頓他的生活。27日，外交部致電駐雅加達中華商會會長蔣貽曾，請設法把這台灣人護送回國。印尼中華商會因知道當地的飛騰海洋開發公司員工徐成耀為花蓮縣人且懂些阿美族話，便連絡徐成耀來協助。當消息傳到東河鄉時，已五十七歲的李蘭英聽到，心情激動。28日，東河鄉戶政事務所證實中村輝夫是李光輝。次日一早，黃金木便不告而別，離開與李蘭英同住的家。

### 暫居醫院
1974年12月29日下午，史尼育唔搭乘印尼空軍C-130運輸機到哈利姆·珀达纳库苏马国际机场。由印尼政府交接給日本駐印尼大使須之部量三，送至醫院作身體檢查。在機場的徐成耀先用面容研判史尼育唔是臺灣原住民，再分別以日語、臺語試探，確認了其身分。
史尼育唔住進的醫院，是印度尼西亞國家航運公司在雅加達開設的佩爾尼醫院。日本政府安排最好的病房，約六坪大，室內光線良好，電話、沙發、冰箱、寫字檯、洗手間皆齊全。日本大使館除派遣醫務官小倉暢夫前去照顧外，總領事寺田喜市更在隔壁闢室相陪。29日當起，蘇巴迪十一位屬下就在醫院擔任史尼育唔的守衛。
史尼育唔躲藏的時間，打破了横井一、小野田寬郎等殘留日本兵的紀錄。雅加達各新聞機構派員追蹤採外，日本各大眾傳播機構也派遣大批記者採訪史尼育唔細節，其中《每日新聞》自東京、西貢、曼谷各地征調記者八人。徐成耀被《聯合報》邀請以「徐台英」筆名擔任特約記者，利用接近機會蒐集材料，電行訪問。記者們描寫史尼育唔回到文明社會產生的各種衝擊，如被新年鞭炮聲嚇到以為發生戰爭，不知道須之部量三提供的十八吋電視機作什麼用途、沒見過荔枝和芒果、捨不得吃完別人送來的水果罐頭、以為身上有百元大鈔會被警察調查盤問、看不慣男性留長髮等。
1975年1月1日中午，印尼外交部長亚当·马利克一家人來院探視史尼育唔。

### 國籍問題
日本政府認為史尼育唔雖以日本國民身分從軍，但依舊金山和約與日本改承認中華人民共和國政權為中國代表政府．導致將原日籍台澎住民「視為中華民國國民」的中日和約實質失效，他已變成無國籍者。日本大使館原計畫以讓史尼育唔選擇回鄉、或去能領養老金的東京。1974年12月30日下午1點，記者會上，當日本記者向史尼育唔說戰友在日本歡迎他、問他是否要去時，被徐成耀以臺灣閩南語提醒，讓史尼育唔照意思答覆說要回家鄉。31日，日本駐印尼大使館公使小村告知，外務省已指示雅加達大使館讓史尼育唔逕返臺灣。
中華民國政府戶政則說，依行政院於1945、1946年間頒布規定，史尼育唔自動恢復中華民國國籍。1975年1月1日下午，史尼育唔從蔣貽曾獲得中華民國護照，以示入中華民國籍。

### 薪餉補償
本來預估史尼育唔可領得的薪餉，是以1942年12月到1952年6月上等兵的薪餉來算，僅三萬八千二百七十九日圓。據時任立法委員的黃順興統計，二戰期間被迫徵調作戰的臺灣人同胞達廿萬七千一百八十餘人，戰地期間應領軍餉一部分被強迫扣下存在日本大藏省，卻沒像日藉軍人部分可依規定加千餘倍退還。被迫充軍到新幾內亞的台籍日本兵黃同吉，一度在臺灣各縣市設置廿九個聯絡處，呼籲擁有這類債權的台籍日本兵出面登記，並嘗試對日交涉。中華民國政府想向日本要求此事，但考量日本也可能要求發還日本人在臺灣遭沒收財產，遂要等到《中華民國與日本國間和平條約》在1952年8月5日雙方互換批准書時生效後來共商辦法處理，卻因日本與中華人民共和國於1972年9月19日建交，被日本政府片面宣佈和約終止效力，相關處理中止。
1975年1月6日，日本厚生省官員八木哲夫到醫院探視史尼育唔，代表日本政府向被日軍強迫前往南洋作戰、而犧牲了三十年歲月的史尼育唔道歉，並諾會贈與慰問金。回臺灣之前，史尼育唔收到的慰問金已累積到一萬八千九百零美元、十萬元日幣、新台幣九百七十七元，包含日本政府補發二百二十八元美元的薪水、日本政府贈送的六千六百美元、日本內閣閣員贈送的五千美元、雅加達記者贈送的一百五十美元，日本民間贈送的二千四百七十六美元、日本民間贈送二千四百七十六美元，有馬元治暨其他關切人士合贈的三千美元，及其同袍川島威伸贈送的十萬日圓等等。台東縣政府將各方捐贈代為在臺灣銀行台東分行開戶。依中華民國的遺產及贈與稅法，因為境外所得，故免納贈與稅。

### 眾人歡迎
1975年1月1日，黃鏡峰以縣長身分指示機要秘書余立光，著手籌備協助迎接史尼育唔回臺東。2日，東河鄉的阿美族在村長林文源家中開會，討論如何為史尼育唔舉行歡迎儀式。原先預定史尼育唔在1月3日要返回臺灣，但院方在2日發現史尼育唔有瘧疾菌潛伏，因此順延。回去前，記者紛紛爭取搶定與史尼育唔同機的華航班機座位。
1月8日上午，史尼育唔在日本外交官、中華商會、蘇巴迪送行下，由醫官小倉暢夫、厚生省援護局長八本哲夫、日本台灣交流協會代表望月平八隨同，8點16分搭上由孫吉棟駕駛的華航航班八〇六，先至新加坡接受日本駐新加坡大使魚本藤吉郎、與臺灣駐新加坡貿易代表團團長張彼得歡迎，再轉至香港。在香港時，受眾議員有馬元治歡迎，並代表眾人贈一百萬日圓。 
當下午4點50分抵達臺北松山機場時，家人、台灣省政府民政廳長許新枝、台東縣長黃鏡峰、日本交流協會台北事務所所長卜部敏直、以及近百名攝影記者迎接。史尼育唔因瘧疾為良性，在機場仍只接受採血檢驗，不須隔離。出機場坐上華航準備的專車時，史尼育唔見妻子先以母語問候，接著便直接問她為何改嫁，但她回之後再細談。接著，他們先去臺灣銀行總行大廈辦公室以約十分鐘時間拜會謝東閔。
當天下午原有千餘人在史尼育唔要留宿的台北市天使飯店等待，包含被政府搬到和平島的族人、文藝春秋編輯中井勝等記者，但台東縣府改安排史尼育唔住進台北市省議會招待所。那時在台北的一百多位記者都沒採訪到，但是高雄的記者上卻刊出長篇的訪問記，引起讀者質疑內容。1月22日，中華民國新聞評議委員會開會，批評本地報導有若干部分並非根據事實、杜撰史尼育唔所說。

### 家事爭紛
黃金木是1974年最後一天回李蘭英身旁，到史尼育唔返回前一天已把行李打包好，卻堅持要跟史尼育唔見一面才離開。
1975年1月9日，《讀賣新聞》、《朝日新聞》都在頭版刊出史尼育唔昨天回臺，相片是一家見面時的情景。當天，史尼育唔等坐車到東河鄉時，因不滿妻子在車上忽然提到同居的事，便說要搬回都歷，並要她在泰源村下車。史尼育唔拒與李蘭英同住的事，還讓縣長當晚趕到成功鎮勸導。史尼育唔與妻兒便暫住外甥陳德祥在成功鎮的家，留黃金木在東河鄉北源村。18日，史尼育唔買下成功鎮都歷路187號的房子，以讓妻兒住。
史尼育唔經兩個月思考，覺得黃金木為他家付出了多年心血，在他返鄉後就願意成全他，又年紀比他大得多，自己不能這麼自私，於是贈與新台幣十萬元給黃金木，也叫李蘭英送一頭水牛。3月6日下午7點，在顏武德牧師主持下，史尼育唔在他成功鎮的新居與李蘭英重行婚禮。台東縣婦女會理事長陳麗卿曾想替黃金木續弦，卻被婉拒了。

### 回鄉適應
1975年2月，日本外務省表示中華民國與日本外交關係雖已斷絕，但曾為日本兵的台灣人，個人提出賠償要求仍有其效力。發布不到半年，日本政府以日本人民也有不少財產留臺灣，要求中華民國政府將其清理後即可作為補償之需，因此又中止賠償。
史尼育唔回鄉時，手足僅剩住在成功鎮信義里的大姐賴金妹及二姐林生妹。李弘回憶父親回來後，整天惜言如金，除非母親問他什麼事或叫他吃飯才會答腔，和兒孫相處也一樣。川島威伸曾與十名日本退伍軍人在1975年8月14日來臺東，邀史尼育唔與另一名同袍黃寬壽一起去屏東縣四重溪參加紀念會，但被史尼育唔以會勾起痛苦的回憶拒絕。逯耀東以史尼育唔、横井庄一、小野田寬郎等殘留日本兵為例，認為都是日本軍國主義下的悲劇人物，境遇都值得同情。
1978年7月9日，出生於臺灣的日本灣生加藤邦彥，因感於史尼育唔之事，到臺灣蒐集有關台籍日本兵的資料，寫出書《一視同仁の果て》。

### 晚年活動
郭南宏在1975年2月27日曾與印尼電影界協商，拍攝相關電影《荒島傳奇》，由谷名倫、恬妞演出。次月，郭南宏派人到成功鎮都歷邀請史尼育唔客串，作片頭故事引起。
史尼育唔曾抱怨每天都有來自各地的人專程來看他，成為遊覽車遊覽、觀光點，甚至半夜來敲門拜訪，讓他感到厭煩。蔣經國任總統時一次去臺東縣巡視，本想順道看史尼育唔，但恰巧史尼育唔與兒子外出。
蘇巴迪回憶帶回史尼育唔時，史尼育唔在崇山峻嶺間健步如飛，可是一到平地便行動緩慢。一次，台東縣登山協會林宏輝率領廿七名會員，登門挑戰攀海岸山脈到富里鄉，結果五十幾歲的史尼育唔不到六小時就到，得第一名。
1976年7月25日，史尼育唔在新居落成之日捐獻新台幣十萬元，作清寒原住民子女獎助學金。這件事使他得到1977年的全國好人好事，鄉人來賀。
1977年3月12日到14日，台中繼光百貨展覽史尼育唔在印尼叢林時的各種用具，並由本人向一千餘位場觀眾詳述其經過。次年，史尼育唔到到花蓮縣阿美文化村上班，工作就是跟遠道慕名來的觀光客打招呼。

### 罹癌去世
史尼育唔喜歡抽新樂園香菸，平均兩天就要抽掉一包。兒子說父親常吸遊客送來的菸，最高峰時一天抽六包。1978年2月24日，史尼育唔因肺病問題，在妻子伴隨下入住台大醫院。住了近一個月後，又於8月31日入住。在醫院時會有日本觀光客前來探病。史尼育唔罹病後，日本眾議員有馬元治在日本發起募捐，捐得八十八萬九千一百九十八日圓。次年6月1日，李弘說父親癌細胞已擴散至肝，無法行動。
1979年6月15日上午10點55分，史尼育唔在妻子伴隨下，於東河鄉東河村的住所中去世。醫界討論或許史尼育唔留在叢林，就不會罹患肺癌而活得較久。遺孀李蘭英則活到2003年2月25日，享壽八十六歲。

## 紀念
《漢聲小百科》裡，收錄史尼育唔的故事。今在摩羅泰島環島公路有史尼育唔的銅像，為摩洛泰縣政府所豎。